# آرون گرامی‌پور
آرون گرامی‌پور (انگلیسی: Aaron Geramipoor؛ زادهٔ ۱۱ سپتامبر ۱۹۹۲) بازیکن بسکتبال ایرانی-بریتانیایی است که در پست سنتر بازی می‌کند. وی در جام جهانی بسکتبال ۲۰۱۹ عضو تیم ملی ایران بود که توانست به المپیک ۲۰۲۰ ژاپن صعود کند.
وی در سال ۱۳۹۶ برای باشگاه بسکتبال دانشگاه آزاد تهران در لیگ برتر بسکتبال ایران بازی کرد و حتی به تیم ملی بسکتبال ایران هم دعوت شد ولی به علت مشکلات خروج از کشور ناشی از خدمت وظیفه عمومی نتوانست برای تیم ملی بازی کند و مجبور شد ایران را ترک کند تا برای بازی در سیبونا زاگرب به کرواسی برود. او هم‌اکنون عضو تیم بسکتبال سن لورنزو آرژانتین است.